# Платан западный
Плата́н за́падный или Сикомор, Явор (лат. Platanus occidentalis) — вид цветковых растений из рода Платан (Platanus) семейства Платановые (Platanaceae).
Одно из наиболее крупных и массивных из всех листопадных деревьев Северной Америки, уступающее лишь тюльпанному дереву (Liriodendron).

## Распространение и экология
В природе ареал вида охватывает восточную половину США: северная граница проходит по штатам Айова, Мичиган, Нью-Йорк, Нью-Гемпшир и южному берегу озера Онтарио; западная граница проходит от Айовы через восточные районы Канзаса и Оклахомы до центральных районов Техаса; на юге ареал ограничен берегом Мексиканского залива и северными районами Флориды. Есть небольшие, разрозненные ареалы в Мексике.
Произрастает по берегам рек и озёр, в речных долинах и каньонах, на богатой и влажной аллювиальной почве.
Растение менее морозостойко, особенно в молодом возрасте, чем восточный платан. По этой причине западный платан чрезвычайно редок в Западной Европе, хотя был интродуцирован в Англию ещё в 1636 году. В отличие от других видов сильно страдает от поражения грибком Gloeosporium nervisequum.
|                                           |
|                                           |
| Лист в осенней окраске и плодовые головки |

## Ботаническое описание
Дерево высотой до 45, редко до 50, м с прямым, ровным стволом диаметром до 3,5 м, несущим продолговатую или яйцевидно-пирамидальную крону. Главный ствол, у основания расширенный, чаще всего не доходит до верхушки кроны, разделяясь на несколько вершин; ветви прямые, направленные косо вверх. Кора очень светлая, серая, отделяется мелкими тонкими пластинками, которые обнажают пятна свежей коры бледно-жёлтого цвета, на сучьях и ветвях почти кремово-белая; годовалые ветки тёмные, оранжево-коричневые, глянцевитые.
Листья равной длины и ширины или в ширину больше, чем в длину, в поперечнике 12—15 см, неясно или неглубоко трёхлопастные, на сильных побегах иногда пятилопастные, в поперечнике до 20 см, с усечённым или широко-сердцевидным, редко с коротко-клиновидным основанием. Лопасти широкотреугольные (в ширину больше, чем в длину), неглубоко выемчато-зубчатые, с немногими зубцами или, реже, цельнокрайные; средняя более крупная лопасть отделена от меньших боковых очень пологими тупыми выемками, не достигающими трети длины пластинки; зубцы тонко заострённые. Молодые листья рыхло-войлочные с обеих сторон, развитые — сверху голые и блестящие, тёмно-зелёные, снизу более светлые и по жилкам и их пазухам войлочно опушённые. Черешок войлочно-опушённый и более длинный, чем у восточного платана. Прилистники длиной 2,5—3,5 см, воронковидные, с зубчатым краем.
Плодовые головки одиночные, реже по два, гладкие, диаметром около 2,5—3 см, на конце голой плодоножки длиной 7,5—15 см.
Семянки к верхушке булавовидно утолщённые, голые, за исключением узкого войлочного пояска под усечённой или округлой верхушкой, с рано опадающим столбиком, очень короткий остаток которого обычно погружен в ямку на верхушке семени.

## Значение и применение
Весьма декоративен и пригоден для одиночных посадок, озеленения улиц и создания аллей.
В Западной Европе встречается платан клёнолистный (Platanus × acerifolia), являющийся гибридом платана восточного и платана западного.

## Таксономия
Вид Платан западный входит в род Платан (Platanus) семейства Платановые (Platanaceae) порядка Протеецветные (Proteales).
|  |                                      |  |                                                             |                                                             |                      |  | ещё одно семейство, Лотосовые (согласно Системе APG II) |  |  |                   |                     |
|  |                                      |  |                                                             |                                                             |                      |  |                                                         |  |  |                   |                     |
|  |                                      |  |                                                             | порядок Протеецветные                                       |                      |  |                                                         |  |  |                   | вид Платан западный |
|  |                                      |  |                                                             | порядок Протеецветные                                       |                      |  |                                                         |  |  |                   | вид Платан западный |
|  | отдел Цветковые, или Покрытосеменные |  |                                                             |                                                             | семейство Платановые |  | род Платан                                              |  |  |                   |                     |
|  | отдел Цветковые, или Покрытосеменные |  |                                                             |                                                             |                      |  | род Платан                                              |  |  |                   |                     |
|  |                                      |  | ещё 44 порядка цветковых растений (согласно Системе APG II) | ещё 44 порядка цветковых растений (согласно Системе APG II) |                      |  |                                                         |  |  | ещё более 5 видов |                     |
|  |                                      |  |                                                             | ещё 44 порядка цветковых растений (согласно Системе APG II) |                      |  |                                                         |  |  |                   |                     |